# Microcharon anatolicus
Microcharon anatolicus là một loài chân đều trong họ Microparasellidae. Loài này được Pesce & Galassi miêu tả khoa học năm 1990.